# Molière
Jean-Baptiste Poquelin bedre kendt som Molière (født 15. januar 1622, død 17. februar 1673) var en fransk forfatter og af mange anset for verdens største komedieforfatter. Han blev født i Paris.
Molière voksede op i en meget velstående hoftapetserermesterfamilie. Han studerede hos jesuitterne på Collège de Clermont (Nu Lycée Louis-le-Grand). Hans far ønskede at han skulle studere jura, men det ville Molière ikke. Han ville hellere skrive skuespil end arve sin fars indbringende stilling ved hoffet.
Allerede som 21-årig opsatte han sit første stykke, som gik i tre år. I 1658 spillede han for kongen og oprettede snart efter et egentligt teater. Fra 1659 udgav han mindst et værk om året. Hans produktion strakte sig fra simple farcer til meget sofistikerede komedier, som gjorde nar af menneskelig svaghed og tåbelig adfærd. Eksempler er Fruentimmerskolen fra 1662 og Misantropen fra 1666.
I Tartuffe, også kaldet Den Skinhellige, fra 1664 skabte Molière en af sine berømte personer, en religiøs hykler. Stykket var så provokerende, at Louis XIV, som selv fandt det underholdende, ikke tillod offentlig opførelse i fem år for ikke at fornærme det magtfulde franske kleresi. 
Molière døde, kort efter han spillede hovedrollen i Den indbildt syge. Han besvimede på scenen og døde nogle timer senere i sit hjem.

## Molière i Danmark
Mange af Molières skuespil udkom på dansk i 1700-tallet. 
Det er muligvis i Danmark at Ludvig Holberg først stiftede bekendtskab med Moliére gennem René Montaigu.
Siden 1700-tallet er skuespillene nyoversat og spillet adskillige gange.
Grønnegårds Teatret har opsat flere stykker: Don Juan i 2010, Tartuffe i 2012 og Fruentimmerskolen i 2013. Den sidste med Olaf Johannessen i den bærende rolle som Arnolphe. 
I 2018 spillede teatret Misantropen, med Nicolas Bro og Sonja Richter i hovedrollerne som Alceste og Célimene.
Af andre nutidige teatre genfortolker Molieres klassikere er Teatret Slotsgården i Odense, der siden 2012 har spillet bl.a. Den indbildt syge, Don Juan (i deres bearbejdelse med en kvindelig hovedrolle: Donna Juanna), Den gerrige og i 2018 Scapins rævestreger.
Molières stykker er også filmet adskillige gange til tv. John Price instruerede Tartuffe og Fruentimmerskolen for DR's tv-teater i udgaver der havde premiere i henholdsvis 1968 og 1978; Tartuffe med blandt andet Randi Michelsen og Ebbe Rode og Fruentimmerskolen med blandt andet Ebbe Rode og Ann-Mari Max Hansen.
Andre tv-film er blandt andre Gabriel Axel's Det tvungne Giftermål fra 1957, Leon Feder's Don Juan fra 1973, Palle Wolfsberg's Scapins Rævestreger fra 1979.

## Kendte værker
- Den som fordærver god Leeg, 1653
- De pæne Piger, 1659
- Den Skinhellige, 1664
- Don Juan, 1664
- Misantropen, 1666
- Den Gerrige, 1668
- Den højadelige Borgermand, 1670
- De lærde Damer, 1672